# Supaul (distrikt)
Supaul är ett distrikt i Indien.   Det ligger i delstaten Bihar, i den nordöstra delen av landet, 1 000 km öster om huvudstaden New Delhi. Antalet invånare är 2 229 076.
Följande samhällen finns i Supaul:
- Supaul
- Bhawanipur
- Chhātāpur
- Bīrpur
- Nirmāli